# Галгой
Галгой — лиманное озеро на юге Волгоградской области. Расположено к востоку от села Цаца.
Относится к Западно-Каспийскому бассейновому округу. Площадь — 0,34 км². Входит в систему Сарпинских озёр.

## Физико-географическая характеристика

### Происхождение
Как и другие озёра водной системы Сарпинско-Даванской ложбины, лиман имеет реликтовое происхождение. Формирование озера связано с нижнехвалынской трансгрессией Каспийского моря. Лиман Галгой представляет собой реликт древней дельты, сформировавшейся на протяжении 7 — 8 тысяч лет на месте глубокого эстуария в конце позднего плейстоцена.

### Рельеф, гидрология и климат
Лиман имеет продолговатую форму: вытянут в форме полумесяца с севера на юг.
Гидрологический режим лимана естественно-антропогенный. Лиман расположен в зоне резко континентального климата. В условиях значительного испарения роль дождевых осадков в водном режиме лимана не велика. До ввода в эксплуатацию Сарпинской оросительно-обводнительной системы основным источником питания водоёма являлись осадки, выпадающие в зимний период. С конца 1970-х в лиман поступает избыток воды из вышележащих озёр водной системы Сарпинско-Даванской ложбины.